# Phyllopidea picta
Phyllopidea picta är en insektsart som först beskrevs av Philip Reese Uhler 1893.  Phyllopidea picta ingår i släktet Phyllopidea och familjen ängsskinnbaggar. Inga underarter finns listade i Catalogue of Life.